# المحصام (أسلم)

تعديل مصدري - تعديل

المحصام هي إحدى قرى عزلة أسلم اليمن بمديرية أسلم التابعة لمحافظة حجة، بلغ تعداد سكانها 203 نسمة حسب تعداد اليمن لعام 2004.